# Roger Bigod, II conte di Norfolk
Roger Bigod (circa 1144/1150 – 1221) è stato un conte normanno.
Era il figlio di Hugh Bigod, 1º conte di Norfolk e della sua prima moglie, Juliana de Vere.

## Biografia
Sebbene suo padre morì nel 1176 o 1177, Roger non gli successe alla contea di Norfolk fino al 1189 poiché la sua pretesa era stata contestata dalla matrigna per i figli di lei avuti dal conte Hugh durante il regno di Enrico II. Il re Riccardo I lo confermò la sua contea e altri onori e lo mandò anche come ambasciatore in Francia nello stesso anno. Roger ereditò l'ufficio di suo padre come amministratore reale. Prese parte alle trattative per il rilascio di Riccardo dalla prigione e dopo il ritorno del re in Inghilterra divenne giustiziere.
Durante la rivolta del 1173–74, Roger rimase fedele al re mentre suo padre si schierò con i figli ribelli del re. Roger combatté nella battaglia di Fornham il 17 ottobre 1173, quando le forze realiste sconfissero i ribelli guidati da Robert de Beaumont, 3º conte di Leicester.
Per la gran parte del regno di re Giovanni, il conte era spesso con il re oppure impegnato negli affari reali. Ciò nonostante, Roger fu uno dei capi del partito baronale che ottenne l'assenso di Giovanni alla Magna Carta, e il suo nome e quello di suo figlio ed erede Hugh figurano tra i venticinque baroni che dovevano assicurare la lealtà del re ai termini del documento. La coppia fu scomunicata dal papa nel dicembre 1215 e nel 1216 re Giovanni marciò verso l'Anglia orientale con una forza di mercenari e pose l'assedio al castello di Framlingham. Roger era assente, ma la guarnigione di Framlingham aveva 26 cavalieri, 20 sergenti d'armi, 7 balestrieri, 1 cappellano e altri 3, forse sufficienti per resistere fino al ritorno del conte. Nonostante ciò, il castello si arrese due giorni dopo, molto probabilmente per opportunità politica. La perdita del castello fu temporanea (Bigod fece pace con i reggenti del figlio di Giovanni, Enrico III, nel 1217), ma sembra che Roger si sia ritirato dalla vita pubblica dopo questo periodo. Morì nel 1221, figura rispettata, con le terre intatte e il potere della famiglia Bigod saldamente assicurato.

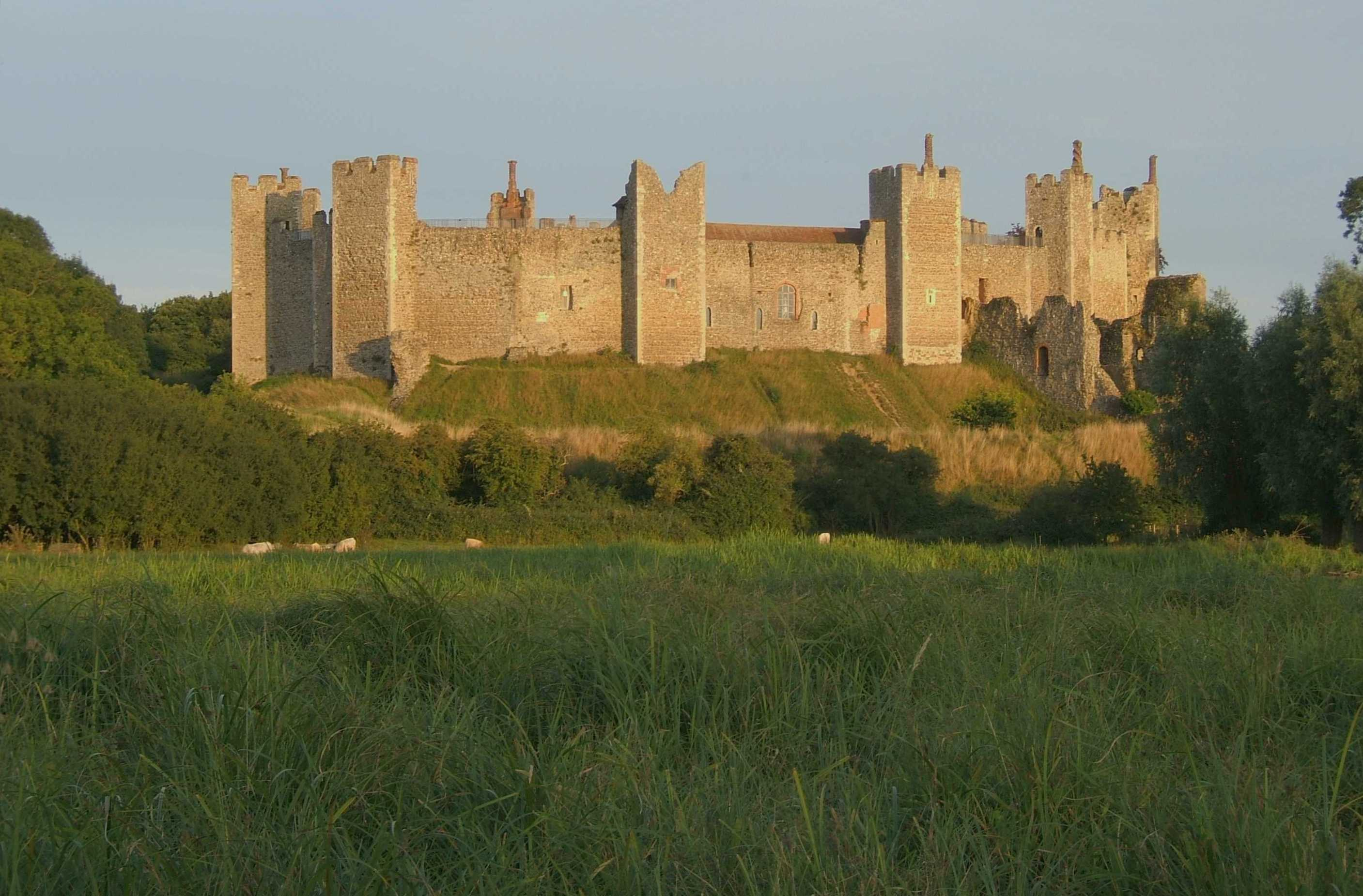
Il Castello di Framlingham, sede principale del conte Roger

## Matrimonio e discendenza
Intorno al Natale del 1181, Roger sposò Ida, probabilmente Ida de Tosny (o Ida de Toesny) e da lei ebbe numerosi figli tra cui:
1. Hugh Bigod, 3º conte di Norfolk che sposò nel 1206/1207, Maud, una figlia di Guglielmo il Maresciallo
2. William Bigod
3. Ralph Bigod
4. Roger Bigod
5. Margery Bigod (che sposò William de Hastings)
6. Mary Bigod (che sposò Ralph fitz Robert)[3]

Molti storici, tra cui Marc Morris, hanno ipotizzato che la coppia avesse una terza figlia, Alice, che andà in sposa come seconda moglie ad Aubrey de Vere, IV conte di Oxford. Se così fosse, il matrimonio sarebbe stato ben entro i limiti della consanguineità, poiché la coppia era imparentata molto strettamente: infatti i due sposi erano cugini.

## Roger Bigod nella letteratura
Roger Bigod e la moglie Ida De Tosny sono i protagonisti di The Time of Singing (Sphere, 2008) di Elizabeth Chadwick, pubblicato negli Stati Uniti con il titolo For the King's Favor . Appaiono come personaggi minori in altri suoi libri ambientati nello stesso periodo, in particolare To Defy a King, che riguarda il matrimonio del figlio Hugh con Maud, una figlia di Guglielmo il Maresciallo. Bigod appare anche come personaggio nell'opera teatrale King John di William Shakespeare, citato come Bigot.